# Fugazi
Fugazi foi uma banda estadunidense de rock formada em Washington, D.C. em 1986. A banda tem como principais membros Ian MacKaye (guitarra e vocal, famoso também por seu trabalho com o Minor Threat), Guy Picciotto (guitarra e vocal), Joe Lally (baixo) e Brendan Canty (bateria). Notada a partir do seu ideal DIY (Do It Yourself, ou Faça Você Mesmo, derivado da cultura Punk) e longe de qualquer tipo de prática comercial. Está em hiato desde 2002.

## Estilo musical
Descrito pela própria banda como "The Stooges com reggae". Embora perceba-se claramente raízes no post-hardcore devido às antigas bandas dos integrantes, há sem dúvida mais do que isso no estilo de Fugazi pois a banda incorporou elementos de funk e reggae, começos e paradas irregulares, estruturas musicais irregulares e riffs pesados inspirados em bandas de rock como Led Zeppelin e Queen.
Geralmente as letras e canções de de MacKaye são mais diretas, enquanto as de Picciotto são letras mais abstratas e com abordagens oblíquas.
Mais tarde a banda integrou elementos do Soul e Noise. Notável é a invenção de Picciotto na quebra dos conceitos tradicionais sobre "Lead" e "Rhythm".

## Formação

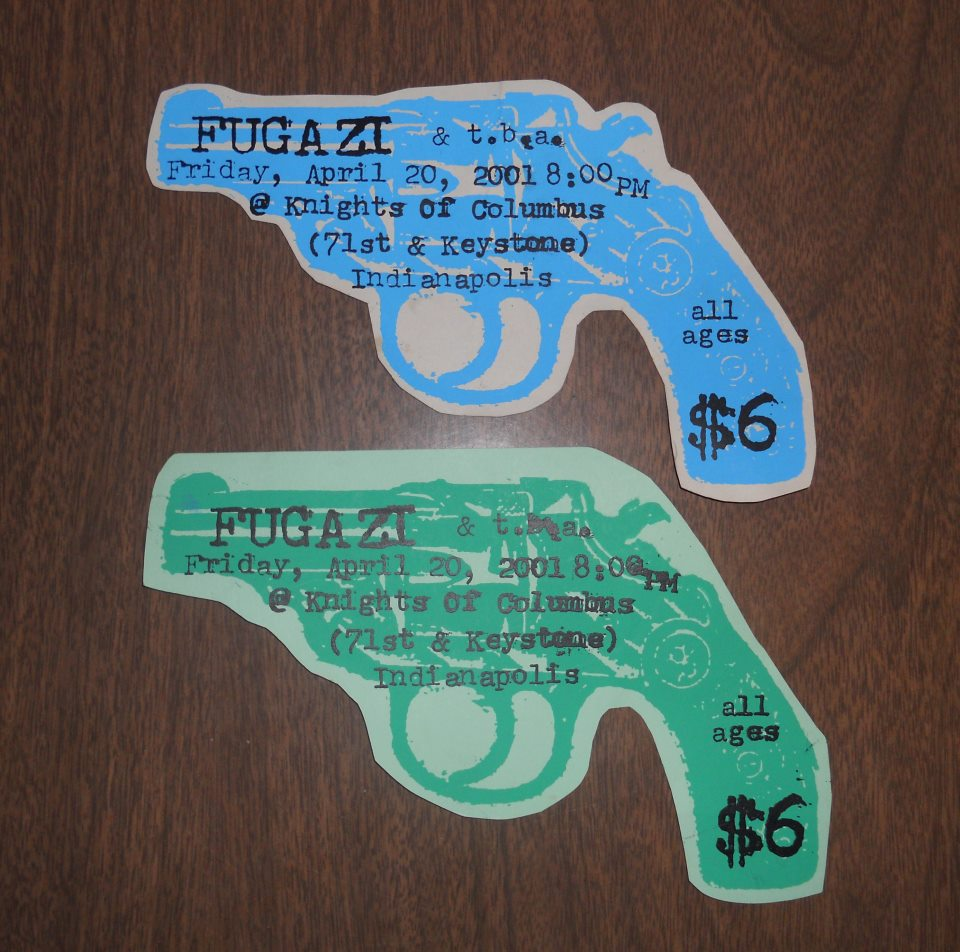
Ingressos para um concerto do Fugazi em Indianápolis, Indiana, em 2001.

Após o término do Embrace, MacKaye disse que seus "interesses não eram necessariamente estar numa banda mas sim estar com outras pessoas que queriam tocar música com ele". Ele chamou o Ex-baterista do Dag Nasty, Colin Sears, e o baixista-guitarrista Joe Lally para começar a banda (Setembro de 1986). Depois de alguns meses de ensaios, Sears voltou para o Dag Nasty e foi substituído por Brendan Canty (Ex-Rites Of Spring).
Um dia um amigo de Canty, Guy Picciotto (Ex-Rites Of Spring) foi para um ensaio para ver como ele estava, mais tarde ele secretamente abordou a ideia de entrar para o grupo, mas a banda não tinha lugar para ele. Após algumas incertezas de Canty sobre o que ele queria fazer com seu futuro, o trio reagrupado se quebrou no seu primeiro show em Setembro de 1987. O grupo precisava de um nome, então MacKaye escolheu a palavra "Fugazi" de uma compilação de histórias de veteranos da Guerra do Vietnam de Mark Baker, onde fugazi era um acrônimo (Fucked Up, Got Ambushed, Zipped In) que significava "ferrado". A banda começou a convidar para testes. Depois que a banda de Picciotto, Happy Go Licky, acabou, ele começou a se envolver mais com o Fugazi. MacKaye eventualmente perguntou a Picciotto se ele queria se tornar um membro permanente e ele aceitou.

## Práticas Empresariais e Éticas
Nas suas primeiras turnês, a banda trabalhou com seu DIY. Suas decisões foram parcialmente motivadas por considerações pragmáticas, que eram essencialmente uma versão punk rock da vida simples, ou seja, vender mercadoria em turnê exigiria um grande tempo e exigiria hospedagem, alimentação e outras despesas. Desse modo, a banda decidiu simplificar suas turnês por não vender a mercadoria. As primeiras turnês foram conquistadas com a sua forte reputação, com suas fortes performances e também pela sua vontade de tocar em lugares não-convencionais. Eles buscaram alternativas em clubes de rock alternativo, em parte, para aliviar o tédio da turnê, mas também com esperança de mostrar aos fãs que existem opções para as formas tradicionais de fazer as coisas.[carece de fontes?]

## Integrantes
- Ian Mackaye – guitarra e vocal
- Guy Picciotto – guitarra e vocal
- Joe Lally – baixo
- Brendan Canty – bateria

## Discografia

### Álbuns de Estúdio
- Repeater – 1990
- Steady Diet of Nothing – 1991
- In on the Kill Taker – 1993
- Red Medicine – 1995
- End Hits – 1998
- The Argument – 2001

### EP'S e Singles
- Fugazi – 1988
- Margin Walker – 1989
- Furniture – 2001

### Banda Sonora
- Instrument Soundtrack – 1999

### Ao Vivo
- Fugazi Live Series – 2004

### Compilações
- 13 Songs – 1989